# Pardosa burasantiensis
Pardosa burasantiensis este o specie de păianjeni din genul Pardosa, familia Lycosidae, descrisă de Benoy Krishna Tikader și Malhotra, 1976. Conform Catalogue of Life specia Pardosa burasantiensis nu are subspecii cunoscute.